# ملايين السبت
فيلم ملايين السبت هو فيلم درامي أمريكي صدر عام 1933م من إخراج إدوارد سيدجويك وبطولة روبرت يونغ وآندي ديفين وليلى هيامز وجوني ماك براون. الفيلم اقتباس لقصة نُشرت في شكل مسلسل في مجلة وطنية.

## حبكة
جيم فاولر هو بطل كرة القدم في جامعة ويسترن، والمراسلين يلاحقونه دائمًا. يأتي والد جيم، عزرا، لزيارته ويقابل صديقًا قديمًا لكرة القدم الغربية، السيد تشاندلر، والذي صادف أنه والد صديقة جيم، جوان. على الرغم من أن آندي يريد أن يرى صديقته ثيلما، التي جاءت لتوها للزيارة، إلا أن جيم يبقيه مشغولاً بإرساله لجمع الأموال من أجل أعمال امتيازات الغسيل الخاصة بهم. عندما أخبر مدرب جيم تشاندلر وفاولر أن جيم عصبي ويتصرف بشكل غريب، دعا تشاندلر جيم لقضاء الليلة السابقة للمباراة الكبيرة في منزله.
بعد العشاء، يتحدث جيم وأصدقاؤه عن كيفية تفكيره في كرة القدم على أنها مجرد عمل وكيف يعتقد أن الناس يحبونه فقط بسبب كرة القدم وليس بسبب هويته. تشعر جوان بالاستياء لأن جيم يتعامل مع كرة القدم كأنها عملية احتيال، والآباء مستاءون أيضًا لأنهم يحبون اللعبة.

## الممثلون
- روبرت يونغ في دور جيم فاولر
- آندي ديفين بدور آندي جونز
- ليلى هيامز في دور جوان تشاندلر
- جوني ماك براون في دور آلان باري
- ماري كارلايل في دور ثيلما
- جرانت ميتشل في دور عزرا فاولر

## روابط خارجية
- مذكرات الملايين ليوم السبت، imdb.com؛ تم الوصول إليه في 26 يوليو 2015.
- مذكرات الملايين يوم السبت m tcm.com؛ تم الوصول إليه في 26 يوليو 2015.